# Lovehunter
Lovehunter ist das 1979 veröffentlichte zweite Studioalbum der britischen Hard-Rockband Whitesnake.

## Produktion
Das Album wurde im mobilen Studio der Rolling Stones (auch RSM genannt) in Clearwell Castle im Mai 1979 aufgenommen. Martin Birch war erneut der Produzent. Eine Kontroverse gab es um das Coverbild, das eine nackte Frau mit einer großen Schlange zeigt. Letztmals war Schlagzeuger Dave Dowle zu hören, er wurde dann durch Ian Paice von Deep Purple ersetzt. Bernie Marsden erinnerte sich, dass die Band damals auf eine " good, healthy, positive" Art kommunizierte: "because of that the band got better and more successful with Ready An' Willing (1980) and Come an' Get It (1981)". Marsden nannte Lovehunter ein gutes Album, David Coverdale jedoch teilte diese Ansicht nicht und hätte Teile der Platte lieber als EP veröffentlicht.

## Titelliste
Seite eins
1. "Long Way from Home" (David Coverdale) – 4:58
2. "Walking in the Shadow of the Blues" (Coverdale, Bernie Marsden) – 4:26
3. "Help Me Thro' the Day" (Leon Russell) – 4:40
4. "Medicine Man" (Coverdale) – 4:00
5. "You 'n' Me" (Coverdale, Marsden) – 3:25

Seite zwei
1. "Mean Business" (Coverdale, Micky Moody, Marsden, Neil Murray, Jon Lord, Dave Dowle) – 3:49
2. "Love Hunter" (Coverdale, Moody, Marsden) – 5:38
3. "Outlaw" (Coverdale, Marsden, Lord) – 4:04
4. "Rock 'n' Roll Women" (Coverdale, Moody) – 4:44
5. "We Wish You Well" (Coverdale) – 1:39

### Bonustitel
Lovehunter wurde 2006 remastert und neu aufgelegt. Es enthielt einige Bonustitel von Andy Peebles BBC Radio 1 Sessions, die am 29. März 1979 aufgenommen wurden (und erstmals auf ihrem Debütalbum Trouble enthalten waren).
1. "Belgian Tom’s Hat Trick" (Moody) – 3:40
2. "Love to Keep You Warm" (Coverdale) – 3:30
3. "Ain’t No Love in the Heart of the City" (Michael Price, Dan Walsh) – 4:54
4. "Trouble" (Coverdale, Marsden) – 4:30

## Mitwirkende

### Whitesnake
- David Coverdale – lead (all but track 8) and backing vocals
- Micky Moody – guitars, slide guitar, backing vocals
- Bernie Marsden – guitars, backing vocals, co-lead vocals on track 1, lead vocals on track 8
- Neil Murray – bass guitar
- Dave Dowle – drums
- Jon Lord – keyboards

### Produktion
- Martin Birch - producer, engineer, mixing at Central Recorders Studio, London
- Chris Achilleos - LP artwork

## Charts
Das Album erreichte die britischen Albumcharts auf Platz 29.

## Rezension
Eduardo Rivadavia von AllMusic schrieb: „For all of its musical merits, Whitesnake’s second full-length album, Lovehunter, is probably best remembered for its lurid cover painting (featuring a very naked female and a very large snake) rather than the band’s ever-improving recipe for blues-infected hard rock. The group’s performance in the studio environment remains strangely tame, however, and though blaming the producer seems like the obvious explanation, one has to wonder if this is the case when a veteran like Martin Birch (Deep Purple, Black Sabbath) is at the helm. “